# I Am What I Am (пісня King Von)
«I Am What I Am» — сингл американського репера King Von з його дебютного студійного альбому Welcome to O'Block, виданий 9 жовтня 2020 р. на лейблах Only the Family та Empire Distribution. У грудні 2020 року пісня потрапила до епізоду телесеріалу «Power Book II: Ghost». Посів 8-му сходинку Bubbling Under Hot 100.

## Опис
Трек випустили в очікувану дату виходу Welcome to O'Block, який репер відклав після того, як йому наснився сон про свого покійного друга T. Roy і він захотів відзначити день народження друга випуском альбому 30 жовтня, як він сам заявив на своїй офіційній Twitter-сторінці. В інтерв'ю для премії Ґреммі King Von повідомив, що зв'язався з Fivio Foreign, бо вважав, що нью-йоркський артист чудово підійшов би для вже готового біту.
Fivio починає пісню запальним вступним куплетом, в якому він віддає шану покійному Pop Smoke. King Von виконує гук із внутрішньою логікою вуличних дитячих віршиків: «I am what I am/What I'm not, See I'll never be». Він також читає реп у другому куплеті, демонструючи своє чітке оповідування зі страшнішими вуличними історіями На думку «The Source» обоє показують елітну дрилову хемію.

## Відеокліп
Прем'єра відео відбулась одночасно із синглом. Режисер: Jerry Production. У кліпі виконавці з численними прихильниками й соратниками в O'Block попивають Hennessy, рахують готівку та сидять у Rolls-Royce Wraith.

## Сертифікації
| Регіон                                                      | Сертифікація | Продажі |
| ----------------------------------------------------------- | ------------ | ------- |
| США (RIAA)                                                  | Золотий      | 500 000 |
| продажі+прослуховування, що базуються лише на сертифікаціях |              |         |